# Codex Vaticanus
Codex Vaticanus er et græsk bibelhåndskrift på pergament fra første halvdel af det 4. århundrede. Det har  været en komplet Bibel med hele Det Gamle Testamente og Det Ny Testamente, men enkelte dele af skriftet er gået tabt og erstattet med nye blade i det 15. århundrede.
Det, Codex Sinaiticus og Codex Alexandrinus er blandt de ældste og mest komplette bibelmanuskripter fra antikken, der er bevaret til i dag.
Håndskriftet er nævnt i det første katalog over Vatikanets bøger i 1475 som Biblia ex membranis in rubeo og nævnes igen i 1481 som Biblia in tribus columnis ex membranis in rubeo. Codex Vaticanus opbevares stadig i Vatikanets bibliotek. 
Vi ved ikke meget om skriftets tidligere historie. Men det er nedskrevet af to skrivere. Kort efter blev der arbejdet med korrektioner og kapitelnummerering.
I det 10. eller 11. århundrede blev teksten gennemgået og overskrevet med nyt blæk. Dog undlod  redaktøren at skrive de ord, han mente var forkerte. Samtidigt indsatte han tegn, der skulle lette oplæsning og vejrtrækning.
Noget vides næsten sikkert om skriftets historie:
- 4. århundrede: Codex Vaticanus nedskrives, sandsynligvis i Alexandria i Egypten
- 4. – 6. århundrede: Der tilføjes græsk kapitelnummerering med små tal-typer
- 5. – 7. århundrede: Apostlenes Gerninger og enkelte af brevene tilføjes
- 7. – 8. århundrede: Der tilføjes græsk kapitelnummerering med store tal-typer
- 10. eller 11. århundrede: Komplet gennemgang og restaurering af teksten
- 10. – 15. århundrede: Der tilføjes farvede sidehoveder
- 15. århundrede: Komplet restaurering af skriftet, de manglende sider tilføjes og bogen genindbindes.

Dateringen er lidt usikker, men rækkefølgen af de arbejder, der er gjort med teksten og manuskriptet, er ret sikker.
Det er et af de ældste komplette bibelskrifter med begge Testamenter, vi har i dag, og det har ligget til grund for bibeloversættelser til flere sprog, ligesom det har været anvendt i arbejdet med tekstkritik.